# 写真 (Apple)
写真（しゃしん）は、Appleが開発した写真管理および写真編集アプリケーション。 
2014年9月17日にiOS 8のバンドルアプリとしてリリースされ(カメラ ロールに代わる)、2015年4月8 日の10.10.3アップデートでOS X Yosemiteユーザー向けのバンドルアプリとしてリリースされた。2016年9月13日にはtvOS 10向けにリリースされた。

## 歴史
2014年6月、AppleはiPhotoとApertureというアプリケーションを廃止し、2015年中に新しいアプリケーション「写真」に置き換える計画を発表した。
写真は、OS X Yosemite 10.10.3 に含まれており、2015 年 4 月 8 日にユーザー向けの無料アップデートとしてリリースされた。
2016年9月13日に、このアプリはtvOS 10に組み込まれた。

## 特徴
「写真」は、プロ向けの前身である「Aperture」よりも複雑さを軽減するように設計されている。 バージョン 4.0 (macOS Mojave でリリース) まで、写真アプリは写真に添付された時間と場所の メタデータ の組み合わせを使用して決定された「瞬間」ごとに写真を整理した。 バージョン 5.0 (2019 年に macOS Catalina でリリース) 以降では、写真は年、月、日ごとに閲覧できるようになった。

### 編集
写真には、ワンクリック自動強化ボタンなどのシンプルなコントロールで利用できる強力な編集機能が含まれている。

### iCloudフォトライブラリ
iCloudフォトライブラリはプログラムに深く統合されており、編集やアルバム構造を含め、ユーザーが指定したさまざまな Apple デバイス (Mac、iPhone、iPad など) と写真やビデオを同期する。ストレージは無料の 5 GB から始まり、最大 2 TB までのさまざまなレベルで購入できる。 iCloud の統合はまだオプションだが、iPhoto と比較すると、写真にとってより中心的なものとなっている。

### プロフェッショナル印刷
以前のバージョンと同様に、写真アプリには当初、写真をプロ並みに印刷するためのオプションがいくつか含まれており、オプションで写真を本やカレンダーにして指定の住所に郵送することもできた。写真アプリでは、正方形サイズやパノラマ印刷機能など、新しいタイプの印刷が追加された。 2018 年 7 月、Apple は写真アプリのポップアップ メッセージを通じてこれらのサービスの提供を中止し、ユーザーは 2018 年 9 月 30 日までに最終注文を提出する必要があると発表した。

### 共有
iCloud 写真共有を使用すると、他のユーザーと写真を共有できる。他のユーザーは、既存の共有写真を閲覧したり、いいね! を付けたり、コメントしたり、共有アルバムに新しい写真を投稿したりできる。 その他の共有方法としては、電子メール、iOS 拡張機能を通じて統合されるソーシャル プラットフォーム、または Apple のピアツーピア AirDrop テクノロジーなどがある。

## 批判
批評家は、以前のバージョンと比較して写真の機能が失われていることを指摘した。たとえば、画像はイベントとして並べ替えることができなくなり、モーメントに時系列で自動的に並べ替えられるか、アルバムに入れる必要があった。後者では自動並べ替えが許可されず、 これを行うにはカスタマイズされたユーザー定義のルールでスマートアルバムを構成する必要があった。 Apple が「写真」のリリース時に放棄した Aperture アプリケーションを使用していた顧客は、プロ仕様の機能が失われたことに特に憤慨していた。2015 年にリリースされた OS X 10.11 El Capitan にアップグレードした Apple の顧客は、アップグレード前に最新バージョンの iPhoto を入手していないと、警告なしにアプリケーションからロックアウトされることに気付いた。iPhoto は Mac App Store から削除されていたため、写真を使用する以外に選択肢はなかった。

## 参照
- Google Photos
- darktable
- gThumb